# Alonso Reyes Guerra
Alonso Reyes Guerra (* 1873 in Santa Rosa de Lima im Departamento La Unión; † 1953) war ein salvadorianischer Diplomat.

## Leben
Alonso Reyes Guerra war ein Verwandter von Antonio Reyes Guerra. Alonso Reyes Guerra studierte an der Universidad de El Salvador Rechtswissenschaft, wo er zum Doktor der Rechte promoviert wurde. 1901 saß er als Nachrückabgeordneter für den Wahlkreis Departamento La Unión in der Legislativversammlung von El Salvador. 1906 war er Delegierter auf der International Commission of Jurists in Rio de Janeiro. Vom 7. August 1911 bis 1915 hatte er Exequatur als Generalkonsul in Hamburg.
Während der Regierung von Alfonso Quiñónez Molina vom 4. März 1914 bis 1. März 1927 war er in Guatemala im Exil, wo er bei der Anglo-South American Bank beschäftigt wurde. Am 15. September 1920 wurde er in die Academia salvadoreña aufgenommen. 1916 wurde er zum Direktor des Centro Escolar para varones im Barrio San José, entre la Octava y Décima calle Oriente in Berlin, El Salvador ernannt, das später nach ihm benannt wurde. 1921 vertrat er die Regierung von El Salvador beim Völkerbund in Genf.
1923 vertrat er die Regierung von El Salvador beim Ständigen Internationalen Gerichtshof in Den Haag.
Von Juli 1931 bis 1933 war er Ambassador to the Court of St James’s. Zeitgleich war er Gesandter in Paris, Brüssel, Madrid und Rom. Anschließend übte er den Beruf des Rechtsanwalts in El Salvador aus.
| Vorgänger            | Amt                                                            | Nachfolger          |
| -------------------- | -------------------------------------------------------------- | ------------------- |
| Antonio Reyes Guerra | salvadorianischer Geschäftsträger in London Juli 1931 bis 1936 | Samuel Jorge Dawson |